# 飛馬座74
飛馬座74，又名BD+16 4954，HD 222098、SAO 108729、HR 8960，是飛馬座的一颗恒星，视星等为6.26，位于銀經98.66，銀緯-42.54，其B1900.0坐标为赤經23h 32m 35.7s，赤緯+16° -42.54′ 19″。